# Alexandru Neagu
Alexandru Neagu   (Bucarest, 19 de juliol de 1948 - Bucarest, 17 d'abril de 2010) fou un futbolista romanès de la dècada de 1970.
Fou 17 cops internacional amb la selecció de futbol de Suïssa amb la qual participà a la Copa del Món de Futbol de 1970.
Pel que fa a clubs, defensà els colors de Rapid București durant tota la seva carrera.